# Bahruz Kangarli
Bahruz Kangarli (en azéri : Bəhruz (Şamil) Şirəlibəy oğlu Kəngərli; né le 10 (22) janvier 1892 à Nakhtchivan et mort le 7 février 1922 à Nakhtchivan) est un peintre azerbaïdjanais. 

## Biographie
Bahruz Kangarli entre à l'école d'art de Tbilissi en 1910 et retourne au Nakhitchivan en 1915 après y avoir étudié pendant 5 ans. 
L'éducation à l'école était basée sur le système d'éducation académique russe et était dirigée par les principaux professeurs d'art de la ville. Des professeurs tels que les peintres géorgiens Ghigo Gabashvili, Alexander Mrevlesvili, le sculpteur Yakov Nikoladze, Oskar Shmerling, qui ont coopéré avec le magazine Molla Nasreddine (magazine), ont enseigné à leurs élèves les principes de la peinture professionnelle et les réalisations de la culture européenne.Des exemples de peintures académiques de Bahruz Kangarli pendant ses études nous sont parvenus.

## Œuvre
Un certain nombre de ses peintures au crayon, au fusain, à l'aquarelle et à la peinture à l'huile, y compris des bustes et des statues, des chefs-d'œuvre de l'art grec et romain antique tels que Tête d'Apollon, Laokoon, L'Esclave enchaîné de Michel-Ange peuvent en être un exemple. Ceux-ci montrent que le jeune artiste maîtrise avec succès les compétences de dessin à main levée en travaillant à partir de la nature vivante.
En 1914, sa première exposition individuelle est organisée au Nakhtchivan.Il prépare des albums de dessins appelés Nakhchivan Yadigari(Souvenir de Nakhtchivan) décrivant les monuments historiques et ethnographiques, les types nationaux, les vêtements et l'environnement local du Nakhitchevan qui est actuellement conservé au Musée d'art national d'Azerbaïdjan.

## Dessinateur au théâtre
Bahruz Kangarli participe également à la mise en place d'événements liés au développement de l'art théâtral au Nakhitchevan. En 1912, Bahruz Kangarli prépare la comédie musicale d'Uzeyir Hadjibeyov au théâtre du Nakhtchivan.De 1912 à 1918, l'artiste peint des panneaux à grande échelle pour plus de 40 représentations  de Najaf Bey Vazirov, d'Abdurrahim Bey Hagverdiev, fournit la scénographie. Le connaisseur inégalé des costumes folkloriques nationaux, l'artiste crée de nombreux croquis de costumes. 
En 1920-1921, Bahruz Kangarli crée un certain nombre d'œuvres. Parmi eux l'image symbolique des combattants azerbaïdjanais qui ont participé à la Première Guerre mondiale.
Heydar Aliyev, le président de la République d'Azerbaïdjan, prononce un long discours en participant à la cérémonie d'ouverture du musée construit à la mémoire de Behruz Kangarli à Nakhitchevan. Il apprécié la créativité de Behruz Kengerli et déclare: "Ses œuvres sont le trésor national de l'État d'Azerbaïdjan". En 2012, un timbre-poste est dédié au 120e anniversaire de Behruz Kengerli.